# لي تومسون
لي تومسون (بالإنجليزية: Lee Thompson)‏ (25 مارس 1982 بشفيلد في المملكة المتحدة - ) هو لاعب كرة قدم بريطاني في مركز الوسط. لعب مع شيفيلد يونايتد ووركشوب تاون ‏ ونادي كيدرمينستر هاريرز لكرة القدم وParramore Sports F.C. ‏ ونادي بوسطن يونايتد وRetford United F.C. ‏.

## وصلات خارجية
- لي تومسون على موقع قاعدة بيانات كرة القدم.إي يو (الإنجليزية)
- لي تومسون على موقع Soccerbase.com (لاعب) (الإنجليزية)